# Аваш (річка)
А́ваш (Awash) — річка в Ефіопії. Довжина річки становить приблизно 700 км. Бере початок та протікає по Ефіопському нагір'ю, впадає до безстічного солоного озера Аббе в западині Афар. У нижній течії мілка, часто губиться в пісках.
У 1980 році долину пониззя річки Аваш було внесено до Переліку Світової спадщини ЮНЕСКО.